# Orquesta Estatal de Weimar
La Orquesta Estatal de Weimar (en alemán: Staatskapelle Weimar) es una orquesta sinfónica con sede en Weimar, Alemania. Es la única orquesta de Turingia que tiene reconocida la categoría "A", la mayor que puede alcanzar una orquesta en ese país.

## Historia
La Orquesta Estatal de Weimar es una de las más antiguas y apreciadas orquestas de Alemania. Su reputación se formó con grandes nombres de la música. El primer documento que menciona unos músicos al servicio de los príncipes de Weimar data de 1482. En 1602 se asentó en Weimar, llamándose “Herzögliche Hofkapelle”.
Entre las primeras personalidades musicales ligadas por su obra a la orquesta de Weimar están: Johann Hermann Schein (1615/1616), que luego sería el primer "kantor" de Santo Tomás de Leipzig, y Johann Sebastian Bach (1705 y 1708-1717). Su labor como organista de la corte y director de orquesta en la corte del duque marca un primer hito en la historia de esta orquesta. En 1761 se vincula a esta orquesta un músico de estilo clásico. 

### SigloXIX
El período posterior al clasicismo fue inaugurado por Johann Nepomuk Hummel como Hofkapellmeister (1819-1837). Fue la Gran Duquesa María de Rusia, esposa del Duque Carlos Federico de Sajonia-Weimar-Eisenach, quien le nombró para el cargo. Reorganizó la vida musical y creó conciertos por suscripción. 
A partir de 1848, Franz Liszt prestó sus servicios como director musical del duque de Weimar. A lo largo de diez años, Liszt desarrolló su faceta compositiva, oyéndose en Weimar por primera vez obras tales como la primera sinfonía, sus dos conciertos para piano y doce de los Poemas sinfónicos, incluidos Los preludios, Tasso, Orfeo, La batalla de los hunos, Los ideales, Mazeppa, Prometeo y Bergsinfonie. Además, promovió la ópera y el concierto con obras de otros compositores, como Richard Wagner, Hector Berlioz o Peter Cornelius. Por todo ello, esta localidad se volvió un foco de atracción para músicos de toda Europa. Su orquesta de sólo 39 músicos y un pequeño conjunto de ópera produjo grandes interpretaciones de Tannhäuser y El holandés errante, estrenándose aquí Lohengrin (Wagner) y El barbero de Bagdad (Cornelius). 
Un joven Richard Strauss de 25 años dirigió la orquesta desde 1889 hasta 1894. Aquí estrenó su ópera Guntram y la de Humperdinck Hänsel y Gretel. También en Weimar se representaron por primera vez obras que luego seguirían su marcha triunfal por todo el mundo, como Don Juan y Macbeth.

### SigloXX
Con el Maestro de capilla Peter Raabe (1907) comenzó una actividad concertística extremadamente activa con interpretaciones de ciclos y conciertos temáticos. Entre otros compositores, presentó obras de Anton Bruckner y Richard Wetz. La actividad de la orquesta sobrepasó las fronteras de Weimar, atrayendo además a intérpretes destacados. 
La revolución de 1918 también marcó el fin de una era en lo musical. Se cambió el nombre de la orquesta a Weimarische Staatskapelle (desde 1988 se llama Staatskapelle Weimar). Ernst Praetorius (1924-1933) junto a la ópera, cuidó de presentar y promocionar la música experimental contemporánea. Praetorius, casado con una judía, emigró después de los ataques antisemitas de la prensa. Acudieron a Weimar solistas de fama mundial, como Wilhelm Kempff, Elly Ney, Ludwig Hoel y muchos otros fueron a conciertos de la orquesta estatal. Este período de desarrollo acabó con la toma del poder por Hitler. 
Tras la Segunda Guerra Mundial, dirigieron la orquesta: 
- Hermann Abendroth (1945-1956)
- Gerhard Pflueger (1957-1973)
- Lothar Seyfarth (1973-1979)
- Rolf Reuter (1979-1980),
- Peter Gülke (1981-1982),
- Oleg Caetani (1984-1987
- Hans-Peter Frank (1988-1996).
- George Alexander Albrecht (1996-2002). Se dedicó en particular a las obras sinfónicas de Mahler y las composiciones de Wilhelm Furtwängler.
- Jac von Steen (2002-2005).
- Carl St.Clair (2005-).

De 2003 a 2006 tres destacados compositores trabajaron con la orquesta: Christian Jost, Aribert Reimann y Wolfgang Rihm.